# Света Варвара (Рас)
„Света Варвара“ е исторически православен манастир в Стари Рас, седалище на рашката митрополия.
Манастирът посветен на Света Варвара е историческо средище на рашката митрополия в периода от 1526 г. до 1689 г. През XXI век от него са останали руините от манастирската църква и сгради, които се намират на заравнен хълм на десния бряг на река Рашка. Останките от католикона му са във формата на основата на вписан кръст, с четири масивни колони, поддържащи купола. Апсидата е многоъгълна отвън и полукръгла отвътре. Главният му вход бил разположен на южната стена. Подът е мраморен с изключение на диаконикона, който е постлан с шестоъгълни тухли. Край югозападната колона на подкуполното пространство е разкрито местоположението на владишкия трон. Върху предния парапетен панел на трона е изсечен ктиторски надпис от 1579 г., дело на рашкия митрополит Силвестър. Манастирските сгради се издигали от източната и западната страна, а външните стени оформяли оградната стена на манастира. 
Манастир „Св. Варвара“ е построен около 1526 г. от рашкия епископ Симеон Охридски. В него служил митрополит Силвестър, а последния известен по име митрополит служил в него е Максим Скопянец, избран за печки патриарх през 1656 г. По времето на Моисей Раич, също рашки митрополит, манастирът вече бил в руини.
Манастирът е опожарен в края на 1689 г., с оттеглянето на хабсбургската армия след опожаряването на Скопие. Оттогава е в руини.